# Aisling Franciosi
Aisling Franciosi, född 6 juni 1993 i Dublin, är en irländsk skådespelare.
Franciosi har bland annat spelat en av huvudrollerna i TV-serierna The Fall mellan 2013 och 2016 och Legends 2015. Hon har även medverkat i filmen God's Creatures från 2019. År 2023 kommer hon att spela en av huvudrollerna i filmen The Last Voyage of the Demeter.

## Filmografi (i urval)
- 2013–2016: The Fall
- 2015: Legends
- 2018: The Nightingale
- 2019: God's Creatures
- 2018: The Nightingale
- 2023: The Last Voyage of the Demeter